# Miosoricins
Els miosoricins (Myosoricinae) són una subfamília de musaranyes. Com a tals, són un dels tres tipus principals de musaranya, juntament amb els soricins i els crocidurins. Són l'únic d'aquests tres grups que es troba exclusivament al sud del desert del Sàhara.
La subfamília inclou tres gèneres: 
- Congosorex
- Myosorex
- Surdisorex

Segons Furió et al.(2007) aquest grup hauria de ser considerat una tribu, com a vestigi de la primitiva subfamília dels crocidosoricins (Reumer, 1987).